# Başkuyu, Kadınhanı
Başkuyu là một thị trấn thuộc huyện Kadınhanı, tỉnh Konya, Thổ Nhĩ Kỳ. Dân số thời điểm năm 2011 là 839 người.